# Tentativa de assassinato de Rómulo Betancourt

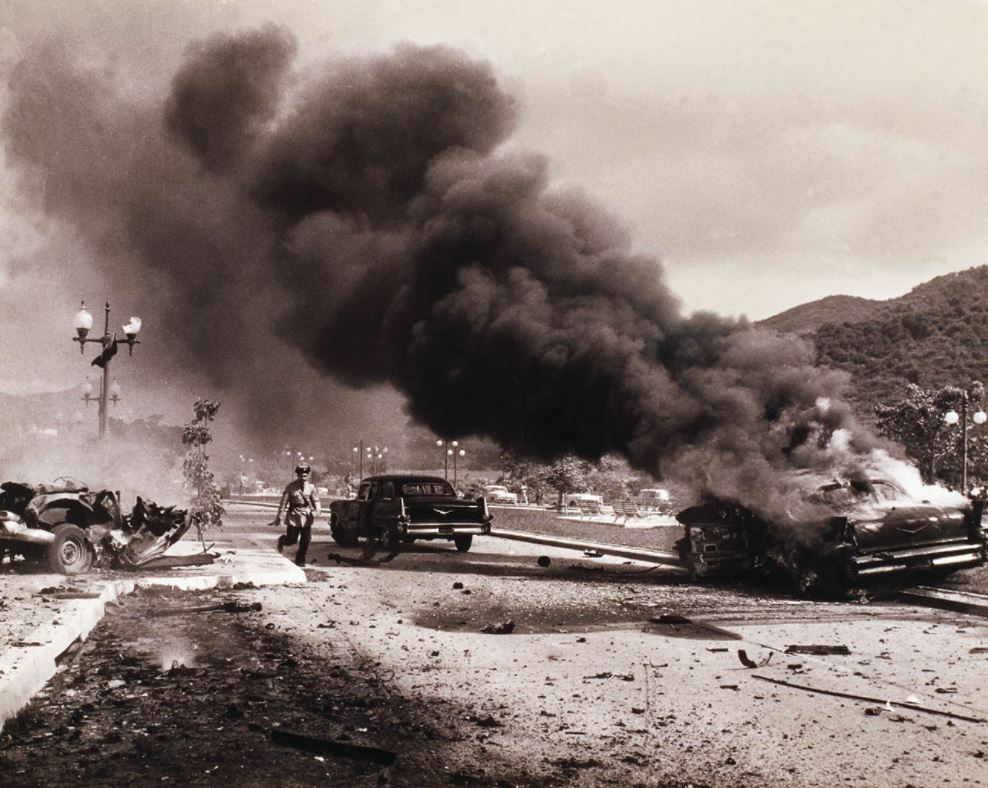
Explosão no Paseo Los Próceres durante a tentativa de assassinato de Betancourt em 24 de junho de 1960.

A tentativa de assassinato de Rómulo Betancourt, então presidente da Venezuela, ocorreu em 24 de junho de 1960 por ordem do ditador dominicano Rafael Trujillo.

## Contexto
Rómulo Betancourt, presidente da República da Venezuela de 1945 a 1948, retornou do exílio nos Estados Unidos para as eleições presidenciais de 1958, nas quais foi novamente eleito presidente. Rafael Trujillo, por sua vez, era um antigo presidente da República Dominicana, que liderou nominalmente de 1930 a 1938 e de 1942 a 1952; no entanto, desde que assumiu o cargo pela primeira vez, exercia o poder absoluto em todo o país. Na década de 1950, caíram as várias ditaduras caribenhas, exceto a da família Somoza na Nicarágua e a de Trujillo na República Dominicana.
Em 1948, Betancourt denunciou a ditadura de Trujillo quando foi criada a Organização dos Estados Americanos (OEA), pedindo que esse governo não fosse reconhecido pela organização recém-formada. De sua parte, Trujillo desenvolveu um ódio pessoal por Betancourt e apoiou várias conspirações de exilados venezuelanos para derrubá-lo. Em 1953, enquanto se refugiava na Costa Rica, Betancourt escapou pela primeira vez de um ataque liderado pelos serviços dominicanos. Em 1958, Trujillo abrigou Marcos Pérez Jiménez, ex-ditador venezuelano, quando este partiu para o exílio; por seu lado, Betancourt saúda os adversários de Trujillo. Em janeiro de 1960, a Venezuela enfrentou uma tentativa de golpe, que resultou na prisão de cerca de vinte pessoas.

## Atentado
Em 24 de junho de 1960, em Caracas, um carro-bomba equipado com carga incendiária (dinamite e gelatina inflamável) colocado em um Oldsmobile estacionado explodiu quando o carro presidencial de Betancourt passava pelo Paseo Los Próceres, uma das principais avenidas da capital. Betancourt sofreu queimaduras graves no atentado, assim como o ministro da Defesa, Josué López Henríquez, e sua esposa, que o acompanhavam; o motorista, ejetado pela explosão, ficou gravemente ferido. Ramón Armas Pérez, chefe de segurança, e um transeunte são mortos.

## Reações

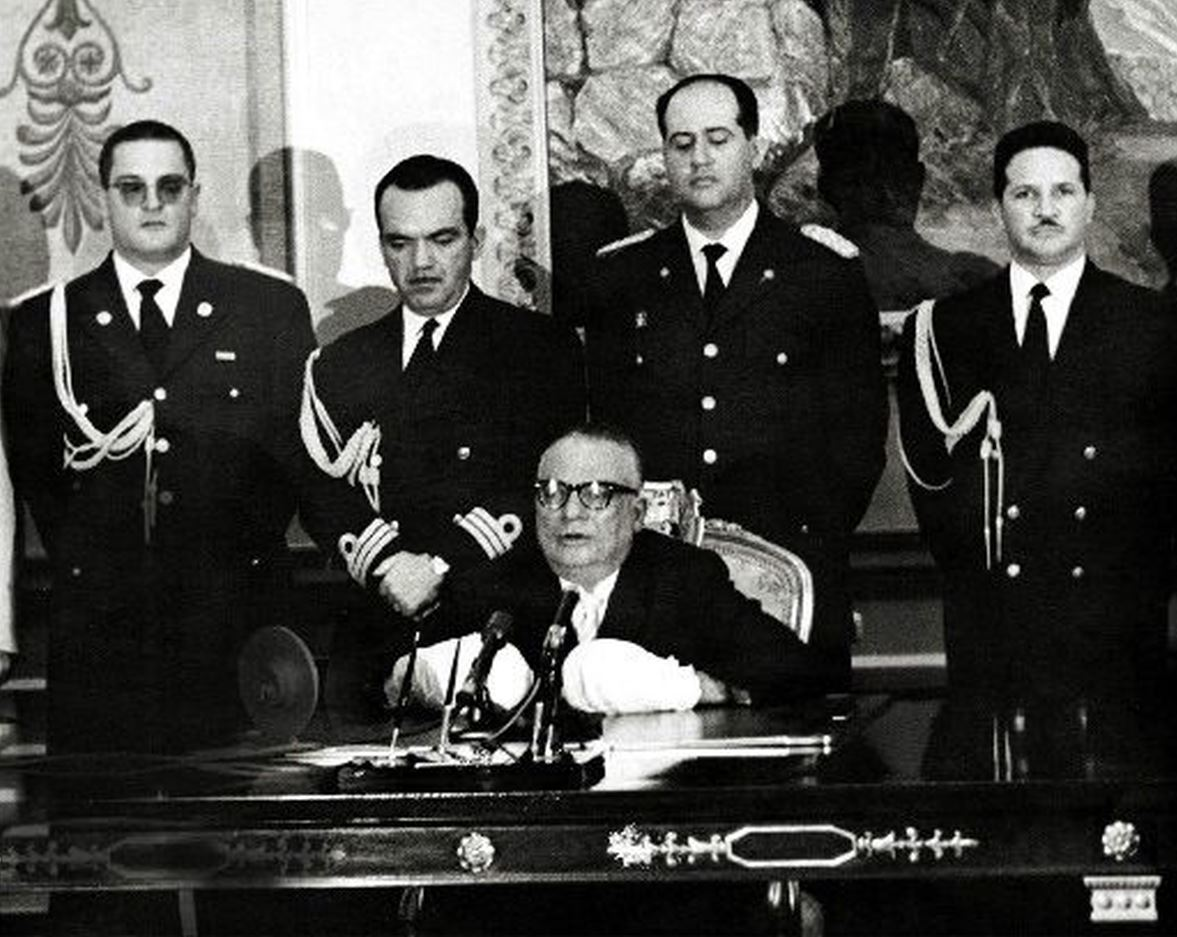
Betancourt discursa com as mãos enfaixadas no dia seguinte ao atentado de 25 de junho de 1960.

A tentativa de assassinato choca o país. Betancourt deixa o hospital diante dos fotógrafos com ambas as mãos queimadas e envoltas em bandagens. As fotos de Betancourt ferido, mas vivo, foram distribuídas ao redor do mundo como prova de que ele sobreviveu. Assim que saiu, Betancourt acusou Trujillo e os serviços dominicanos de terem fomentado o atentado; também os relaciona com os problemas de janeiro do mesmo ano.
Este ataque e o assassinato das irmãs Mirabal em novembro do mesmo ano prejudicam muito a imagem de Trujillo perante os Estados Unidos, que apoiam seu regime anticomunista desde o seu estabelecimento. Em agosto de 1960, a partir de uma denúncia da Venezuela contra a República Dominicana, a OEA decidiu impor sanções diplomáticas e econômicas contra o regime dominicano, apoiadas em particular pelo Departamento de Estado dos Estados Unidos. O presidente estadunidense, Dwight D. Eisenhower, pede ao Congresso dos Estados Unidos que reduza a cota de açúcar comprado da República Dominicana, mas o Senado rejeita o projeto de lei. Em 4 de janeiro de 1961, sanções econômicas adicionais contra a República Dominicana são votadas pelo Conselho da OEA. Estas, seriam levantadas no ano seguinte, como as demais, após o fim do regime de Trujillo.